# Von Anton bis Zylinder: Das Lexikon für Kinder
Von Anton bis Zylinder: Das Lexikon für Kinder ist eine erstmals 1967 in der DDR im Kinderbuchverlag Berlin erschienene, bebilderte Enzyklopädie, die mehrere Hundert Stichworte altersgerecht aufarbeitet. Das Kinderlexikon war ein gängiges Nachschlagewerk in DDR-Haushalten und wurde von 1967 bis 1989 in 13 Auflagen verlegt. Es war das erfolgreichste Sachbuch der Kinder- und Jugendliteratur der DDR.:77 Das Nachschlagewerk wurde auch nach der Deutschen Wiedervereinigung grundlegend neu bearbeitet und erneut mehrfach aufgelegt. In der letzten Auflage enthielt das Lexikon über 1450 Stichworte, die mit mehr als 1000 farbigen Illustrationen veranschaulicht wurden.

## Konzept
Das Konzept für ein sozialistisches deutsches Kinderlexikon wurde Anfang der 1960er-Jahre entwickelt.:213ff. In der zweiten Hälfte des 20. Jahrhunderts wurden aus der Tradition des Realienbuchs des 18. Jahrhunderts vermehrt Nachschlagewerke speziell für Kinder- und Jugendliche entwickelt. Das Nachschlagewerk sollte Kindern ab etwa 7 Jahren auf belehrende, aber auch ästhetisch-ansprechende Art polytechnische, naturwissenschaftliche, gesellschaftspolitische und populärwissenschaftliche Bildung vermitteln. Dabei sollten die Kinder frühzeitig mit dem rationellen Nachschlagen von Begriffen vertraut gemacht werden.
Als Autoren wurden prominente Sachbuchautoren gewonnen: Wolfgang Zeiske, Hansgeorg Meyer, Siegrid Bellack, Hans Eckard, Annina Hartung, Walter Krämer, Christian Rekow, Karl Rezac, Günther Schmerbach, Edeltraut Dölling, Heinz Schulz und Hans-Peter Wetzstein. Redigiert wurden die Artikel durch ein Komitee Textberatung, dem unter anderem Gerhard Holtz-Baumert, Franz Herrmann und Karl Sothmann angehörte.:216
Für ältere Kinder und Jugendliche wurde seit 1968 Meyers Jugendlexikon, eine auf 896 Seiten etwa 8000 Stichworte umfassende Enzyklopädie herausgegeben, in der neben neuen Stichworten auch bekannte Artikel aus dem Kinderlexikon aufgegriffen, erweitert und systematisiert wurden.

## Text- und Bildgestaltung
Entsprechend der konzeptionellen Vorgabe, ein Lexikon mit 700 bis 1000 Stichworten für Kinder der Unter- und Mittelstufe zu gestalten, wurde  besonderes Augenmerk auf das Prinzip der Veranschaulichung und Vereinfachung der Texte gelegt. Die Texte wurden in kurzen, leicht verständlichen Sätzen abgefasst. Die Stichworte orientierten sich an den gesetzlichen Schullehrplänen. Sie sollten dabei sowohl Allgemeinbildung vermitteln als auch einen Beitrag zur politisch-weltanschaulichen und moralischen Erziehung leisten.:226ff.

„Wir gingen bei der Auswahl der Stichwörter von den Forderungen der Gesellschaft an die Bildung und Erziehung der Kinder aus, wie sie im Lehrplan gesetzlich festgelegt sind, d. h. wir haben den Lehrplan der ersten bis vierten Klasse systematisch daraufhin untersucht, welche im Unterricht vermittelten Begriffsinhalte im Lexikon erfasst werden müssen.“

Die Artikel wurden mit Querverweisen und weiterführenden Leseempfehlungen versehen. Stichworte zu Künstlerbiografien enthielten häufig Werkproben. Eine besondere Herausforderung für die Herausgeber des Lexikons war die schnelle Wissenschaftsentwicklung und die Veränderungen in der Gesellschaft, so dass permanente Aktualisierungen und Neuauflagen notwendig wurden. Einige Artikel fehlten in manchen Auflagen; andere wurden neu aufgenommen, stark erweitert oder aktualisiert. Politische Inhalte und Alltagsthemen wurden im gesellschaftspolitischen Kontext betrachtet und zentrale Aspekte der marxistisch-leninistischen Weltanschauung vermittelt. Dazu wurden auch Beispiele aus der aktuellen Politik in das Lexikon aufgenommen. Den Kindern und Jugendlichen sollten mittels Gut-Böse- sowie Freund-Feind-Darstellungen entsprechend den Vorgaben der Schullehrpläne die sozialistische Sichtweise auf die Thematik vermittelt werden. Neben ideologisch geprägten Stichworten enthielt das Lexikon eine große Vielfalt von Artikeln zu naturwissenschaftlichen, geschichtlichen, geografischen, kulturellen und polytechnischen Themen sowie zahlreiche Kurzbiografien.:232
Besonders Augenmerk wurde auf die grafische Gestaltung des Lexikons gelegt. Dazu wurden unterschiedliche kindgerechte Illustrationstypen eingesetzt. Neben Fotografien (insbesondere bei Personenartikeln), fotorealistischen Aquarellzeichnungen und ikonischen Zeichen bereicherten zahlreiche Schaubilder sowie Schemata in Längs- und Querschnitten das Lexikon. Länderartikel wurden durch Infoboxen und vereinfachten Kartendarstellungen ergänzt.:218ff. Die Anfangsbuchstaben der Kapitel wurden mit Vignetten versehen, die für die Erstleser Assoziationen zu bekannten Kinderbüchern, wie zum Beispiel Hirsch Heinrich wecken sollten.:223
Für den Verlag wurde die Arbeit an dem Kinderlexikon zu dem „schönsten, interessantesten, aber auch schwierigsten und kostspieligsten Vorhaben“.:40-52

## Auflagen
Von 1967 bis 1989 wurden 13 Auflagen des Lexikons herausgegeben. Das Buch wurde federführend von Siegrid Bellack,  Hans Eckart, Bernhard Geyer, Hannes Hüttner, Hansgeorg Meyer, Karl Rezac, Günther Schmerbach, Edeltraud Scholz, Heinz Schulz, Hans-Peter Wetzstein und Wolfgang Zeiske herausgegeben. Illustriert wurde das Lexikon von Eberhard Binder-Staßfurt. Der Einzelhandelsverkaufspreis betrug seit 1967 bis 1989 konstant 29,80 Mark. Die ersten drei Auflagen (1967, 1968 und 1969) wurden mit einer Seitenzahl von 335 Seiten auf einem sehr hochwertigen und brillanten Papier in einem fast quadratischem Format gedruckt. Nach der dritten Auflage (1967; 1968, 1969) wurde beschlossen, das Lexikon redaktionell grundlegend neu zu bearbeiten und zu erweitern. 1974 erschien das Buch mit 447 Seiten in einer Auflage von 100.000 Exemplaren einem neuen Format 20,5 × 29 Zentimeter. Die einzelnen Auflagen unterscheiden sich in Aufbau, Anordnung der Abbildungen und im Umbruch. Die Bild- und Druckqualität verändert sich im Lauf der Zeit. Aus Platzgründen wurden verschiedene Abbildungen verkleinert. In den 1980er Jahren verschlechterte sich die Papier- und Druckqualität; die hohe Qualität der Buchbindung wurde jedoch beibehalten, um Langlebigkeit zu gewährleisten.:234
Nach der Wiedervereinigung entschloss man sich, das Kinderlexikon neu aufzulegen. Die Stichwortauswahl wurde grundlegend überarbeitet, die Artikel neu geschrieben und illustriert sowie an die neue Rechtschreibung angepasst. Die 1997 vorgelegte Neuauflage wurde von Caroline Kazianka und Claudia Welker herausgegeben. In den folgenden Neuauflagen der Jahre 2003, 2008, 2012 und 2015 erfolgten weitere redaktionelle Bearbeitungen.

## Kontroversen
Im Jahr 1977 stellte die CDU-Fraktion der Lübecker Bürgerschaft einen Dringlichkeitsantrag, um das für die Lübecker Bibliothek angeschaffte Exemplar aus dem Bestand zu entfernen.

„Wir wollen unsere Kinder durch solche Machwerke nicht verführen lassen.“

„Wie schlecht muss es um unsere Gesellschaft stehen, wenn wir Angst haben wegen eines Buches!“

Die mit absoluter Mehrheit regierende CDU setzte per Mehrheitsbeschluss in der Bürgerschaft die Entfernung des Lexikons aus dem Bestand der öffentlichen Bibliothek durch.